# Tomtabacken
 (mars 2016).
Si vous disposez d'ouvrages ou d'articles de référence ou si vous connaissez des sites web de qualité traitant du thème abordé ici, merci de compléter l'article en donnant les références utiles à sa vérifiabilité et en les liant à la section « Notes et références ».
Le Tomtabacken est la plus haute colline du Sud de la Suède. Il est situé sur le territoire de la petite localité de Malmbäck, annexée en 1971 à la commune de Nässjö. Son altitude de 377 m en fait le point culminant du Småland et de tout le Götaland. Il est situé sur le territoire de la petite localité de Malmbäck, annexée en 1971 à la commune de Nässjö, dont le chef-lieu se trouve à 22 km du Tomtabacken.

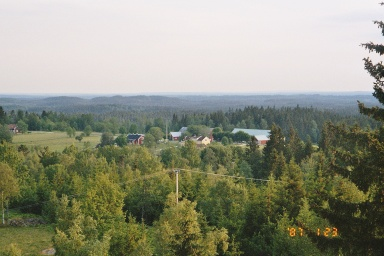
Vue depuis la tour d'observation.

Celui-ci se présente comme une simple hauteur qui se détache peu du plateau du Småland. Une tour d'observation y a été construite en 1942, initialement aux fins de surveillance aérienne. Elle dépendait autrefois d'une base de la Force aérienne finlandaise, aujourd'hui fermée, et est depuis lors accessible au public. 
Ce relief a aussi attiré la présence d'antennes-relais pour télécommunications et téléphonie mobile.
Le Höglandsleden, sentier de grande randonnée traversant sur 454 km les hauteurs du Småland, passe par ce sommet.
Pour modérée qu'elle soit, l'altitude détermine des conditions climatiques plus sévères que dans les basses plaines situées à cette latitude. La moyenne de température annuelle est sur le Tomtabacken de 5 °C, comme ce qu'on trouve dans la ville côtière de Hudiksvall,  plus au nord. Et la moyenne de 14 °C en juillet est la même que sous le cercle polaire en Laponie suédoise.